# Larry Augustin
Larry Augustin (1962-) é um investidor e consultor de empresas na área de tecnologia da informação.
Formou-se bacharel em engenharia elétrica pela Universidade de Notre Dame, e possui mestrado e doutorado na mesma área pela Universidade de Stanford.
É ex-presidente da VA Software. Fez parte do grupo que cunhou o termo Open Source. Em 1993 fundou a VA Linux, agora SourceForge Inc., onde esteve até agosto de 2002.
Faz parte dos Conselhos de Administração de várias empresas, incluindo Fonality, a Free Standards Group, JBoss, Linux International, MedSphere, o OSDL, Pentaho, SugarCRM, Hyperic, Compiere, Zend Technologies e Appcelerator.
Em 2000, a Worth Magazine listou Augustin entre os 50 maiores CEOs.
Em 2001, participou do documentário Revolution OS.